# Penstemon eriantherus
Espèce
Penstemon eriantherus  est une espèce de plantes de la famille des Plantaginacées, originaire d'Amérique du Nord. Elle est connue sous le nom de       Fuzzy-tongue Beardtongue ou encore  Crested Beardtongue  en anglais.

## Description
Cette espèce est pérenne et peut atteindre 40cm de haut avec une base ligneuse. Les fleurs sont généralement de couleur lavande.